# Bidache
Bidache település Franciaországban, Pyrénées-Atlantiques megyében. Lakosainak száma 1347 fő (2022. január 1.). Bidache Hastingues, Arraute-Charritte, Bardos, Came és Orègue községekkel határos.

## Népesség
A település népességének változása:
| Lakosok száma | 1327 | 1344 | 1406 | 1370 | 1364 | 1358 | 1353 | 1347 | 1347 |
|               | 2013 | 2015 | 2016 | 2017 | 2018 | 2019 | 2020 | 2021 | 2022 |